# Base Law-Racoviță-Negoiță
La base Law-Racoviță-Negoiță (in rumeno Stația Law-Racoviță-Negoiță), conosciuta fino al 2011 come base Law-Racoviță, è stata la prima base di ricerca e esplorazione antartica della Romania. Costruita dall'Australia nel 1986, venne concessa in uso alla Romania nel 2005 e intitolata al biologo ed esploratore rumeno Emil Racoviță.

## Posizione
La stazione si trova nell'area rocciosa conosciuta come Colli Larsemann, nella Terra della Principessa Elisabetta, alle coordinate 69°23′18.61″S 76°22′46.2″E.
Si trova a circa 2 chilometri di distanza dalla base antartica cinese Zhongshan e dalla stazione russa Progress-2. Si può arrivare alla stazione rumena tramite elicottero dalla stazione australiana Davis, situata circa 80 chilometri a nord est, oppure via terra dalle basi russa e cinese.

## Storia

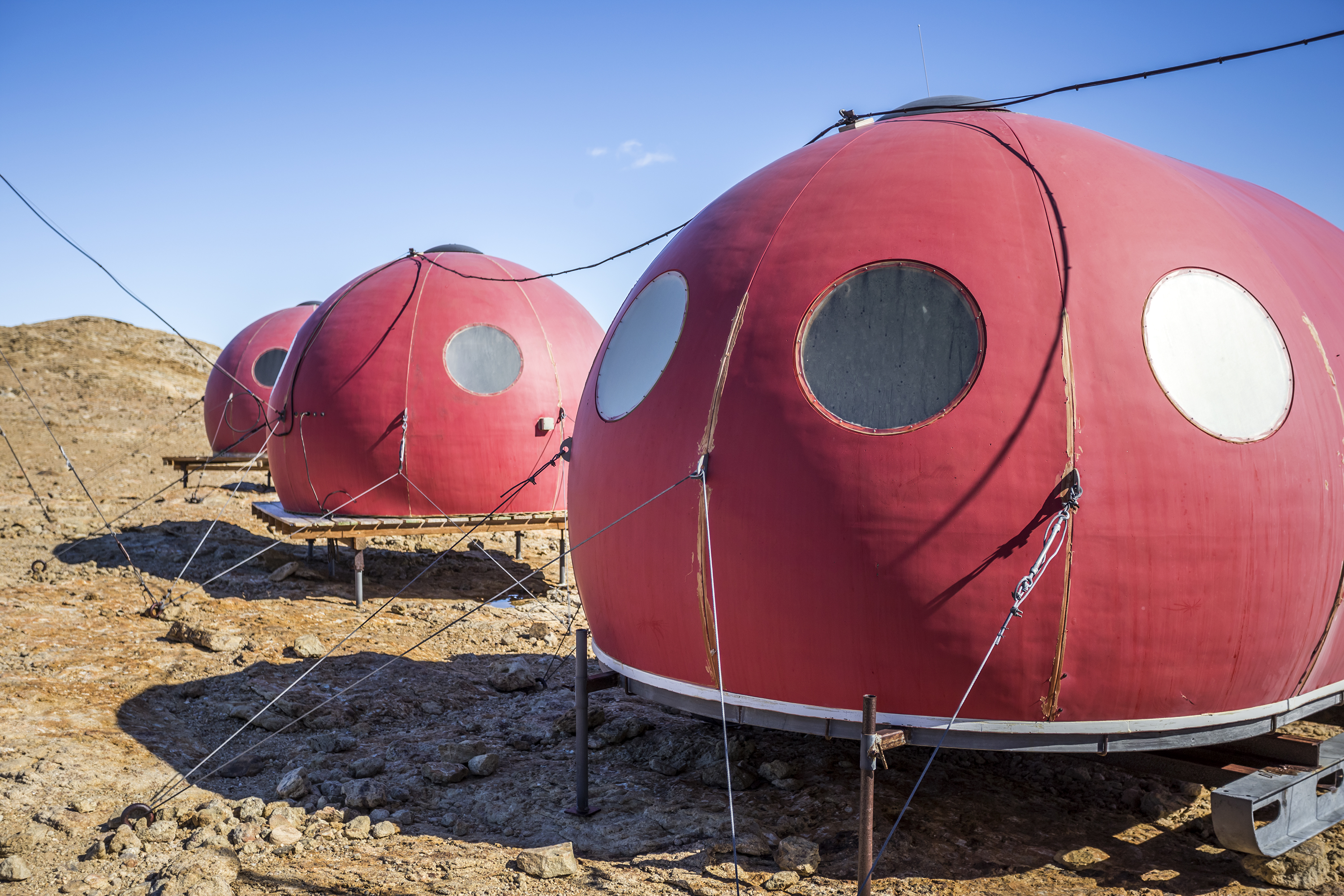
I moduli abitativi della stazione

La stazioni polare venne costruita dall'Australia nel 1986 e inizialmente dedicata a Phillip Law, esploratore australiano che per primo, nel 1958, esplorò la zona dei Colli Larsemann dove si trova la stazione.
Nel 2005 venne siglato un accordo tra la Divisione antartica australiana e l'Istituto romeno di ricerche polari, ente privato all'epoca diretto dall'esploratore e ricercatore romeno Teodor Negoiţă, che concedeva per 10 anni alla Romania l'uso della stazione australiana. Il 13 gennaio 2006 la stazione romena venne ufficialmente inaugurata con l'arrivo di una spedizione guidata da Teodor Negoiţă (alla sua tredicesima missione polare) e dalla biologa Florica Topârceanu. La stazione venne così dedicata anche a Emil Racoviță, esploratore romeno che nel 1897 partecipò alla spedizione Belgica di esplorazione del continente antartico. L'inaugurazione ufficiale ha avuto luogo il 20 febbraio 2006 alla presenza di una delegazione australiana e di rappresentanti delle vicine stazioni russa e cinese.
Nel 2011, in seguito alla morte di Negoiţă, anche il suo nome venne aggiunto al nome della stazione di ricerca.
Nel 2016, allo scadere dei 10 anni previsti dall'accordo sull'utilizzo della stazione, la Romania non è stata in grado di rinnovare l'accordo a causa della mancanza di fondi. La stazione è quindi tornata sotto il controllo australiano e al 2024 risulta non utilizzata. Tra il 2015 e il 2020 vi sono state altre quattro spedizioni romene in Antartide, che non hanno però utilizzato la base Law-Racoviță-Negoiță ma sono state ospitate da una stazione sudcoreana.

## Descrizione e attività di ricerca

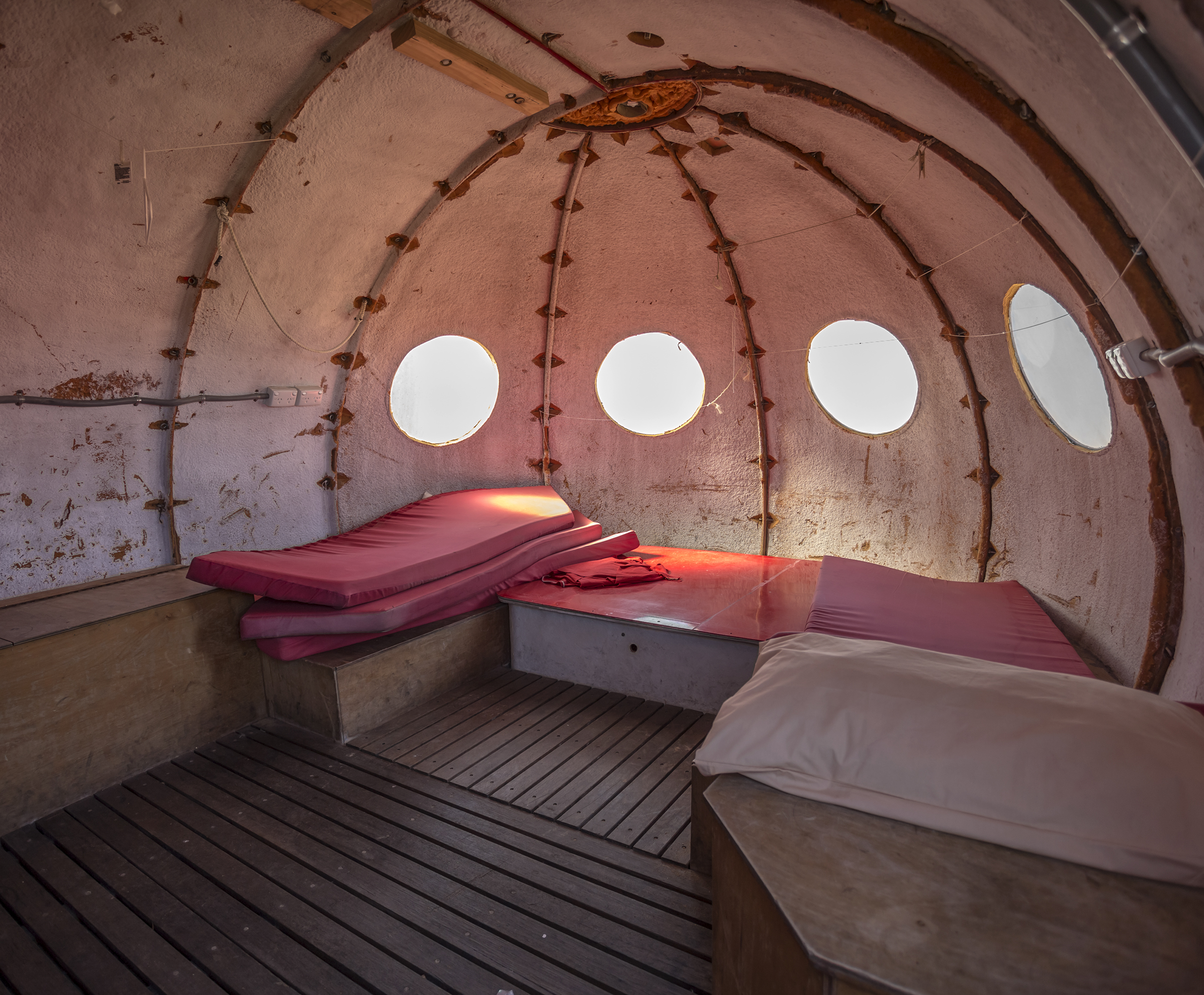
L'interno di uno dei moduli abitativi

La stazione, utilizzabile come base estiva, è composta da cinque moduli abitativi di colore rosso a forma di igloo e da un edificio adibito a laboratorio. I moduli abitativi sono costruiti su delle piccole piattaforme sollevate da terra e fissate al terreno tramite pali regolabili, in modo da causare il minimo impatto sull'ambiente circostante. Oltre ai telefoni satellitari in dotazione alle spedizioni, è presente nella base una radio VHF permanentemente funzionante e alimentata da pannelli solari.
Durante il periodo di attività vennero effettuate ricerche su sedimenti e campioni di terreno, sedimenti, ricerca di microrganismi, misurazioni sismiche e geomagnetiche e studi legati all'inquinamento e a osservazioni astro-climatiche.